# Ендріналь
Ендріналь (ісп. Endrinal) — муніципалітет в Іспанії, у складі автономної спільноти Кастилія-і-Леон, у провінції Саламанка. Населення — 255 осіб (2010).
Муніципалітет розташований на відстані близько 180 км на захід від Мадрида, 43 км на південь від Саламанки.
На території муніципалітету розташовані такі населені пункти: (дані про населення за 2010 рік)
- Касас-де-Монлеон: 29 осіб
- Ендріналь: 226 осіб
- Вільяр-де-Лече: 0 осіб

## Демографія
Динаміка населення (INE ):

## Зовнішні посилання
- Провінційна рада Саламанки: індекс муніципалітетів [Архівовано 23 квітня 2009 у Wayback Machine.]
- Посилання на Google Maps